# Аргаяський кантон
Аргаяський кантон (рос. Аргаяшский кантон, башк. Арғаяш кантоны) — адміністративно-територіальна одиниця в Башкирській Автономній Радянській Республіці.
Адміністративний центр — c. Аргаяш.

## Географічне положення

Аргаяський кантон на карті Башкурдистану

Аргаяшский кантон розташовувався на території сучасних Аргаяського і Кунашацького районів Челябінської області. Кантон був адміністративним анклавом Башкирської АРСР та на півночі межував з Єкатеринбурзькою губернією, а на півдні — Челябінською губернією.

## Населення
Чисельність населення за даними Всесоюзного перепису населення 1926 року Аргаяського кантону:
| Чисельність населення | Чоловіки | Жінки  | Обох статей |
| --------------------- | -------- | ------ | ----------- |
| Все населення         | 49 236   | 51 615 | 100 851     |
| Міське населення      | 678      | 725    | 1403        |
| Сільське населення    | 48 558   | 50 890 | 99 448      |